# Auf nach Oklahoma
Auf nach Oklahoma (frz.: Ruée sur l’Oklahoma) ist ein Album der Comicserie Lucky Luke. Es wurde von Morris gezeichnet und von René Goscinny getextet und erschien erstmals 1958. Thematisiert wird der Oklahoma Land Run, die Besiedlung des letzten Indianer-Territoriums in Oklahoma durch angloamerikanische Siedler im Jahr 1889.

## Handlung
Im Jahr 1830 kaufte die amerikanische Regierung den Indianern für einen Berg Schmuck und Glasperlen ein Reservat ab. Damit jeder neue Siedler die gleiche Chance hat, soll am 22. April 1889 Punkt 12 Uhr mittags der Startschuss zur Besiedlung gegeben werden. Zunächst muss Lucky Luke diverse Frühstarter zurückdrängen. Als die Siedler um Punkt 12 lospreschen, entwickelt sich im Eilverfahren die völlig chaotisch organisierte Stadt „Boomtown“. Hier muss Lucky Luke ein Waffen-, Glückspiel- und Alkoholverbot durchsetzen. Die erste Bürgermeisterwahl steht an: Da die zahlreichen Kandidaten keine Stimmenmehrheit erreichen, wird unerwartet der Dorftrottel Dopey zum Bürgermeister gewählt. Ehe es zu einem größeren Aufstand kommt, macht ein Sandsturm die Siedlung zunichte und die Siedler reisen überstürzt ab. Das nun menschenleere Areal wird wieder an die Indianer für eine Glasperlenkette verkauft.

## Trivia

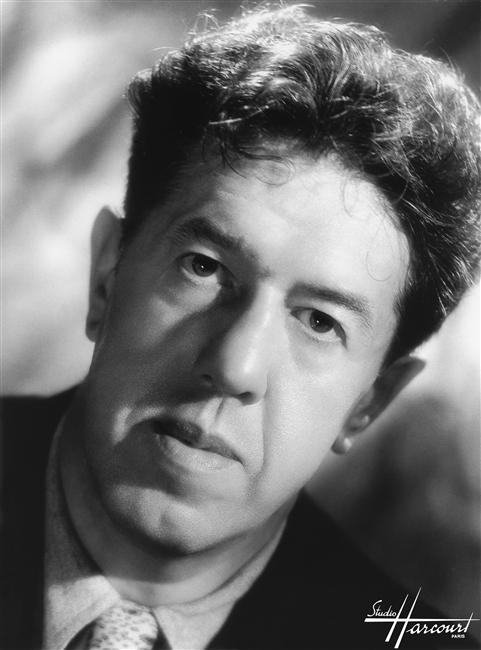
Schauspieler Michael Simon, dem die Figur Dopey nachempfunden wurde

Dopey ist eine Karikatur des Schauspielers Michel Simon.

## Veröffentlichung
Die Geschichte wurde erstmals 1958 im Magazin Spirou und 1960 bei Dupuis als Album veröffentlicht.
1966 erschien sie auf Deutsch in Lupo modern und 1975 in Zack in Fortsetzungen. 1981 kam das Album bei Ehapa.
Die Geschichte wurde 1984 für die Lucky Luke-Zeichentrickserie verfilmt.

## Geschichtlicher Hintergrund
Dass die behandelten Indianervölker aus dem Osten nach Oklahoma kamen, wird zwar kurz angesprochen, aber es wird nicht näher auf die Umstände der Deportation und Vertreibung der Indianer eingegangen. Während die Indianer im Comic die Weißen massiv übervorteilen und sehr reich werden, war es in der Realität genau umgekehrt: Die Fünf zivilisierten Nationen erlebten brutale Willkür von Seiten der amerikanischen Regierung, wurden zweimal unter Bruch ausgehandelter Verträge vertrieben, mussten aus ihrer fruchtbaren Heimat in meist karge Gegenden ziehen, kamen zu Tausenden zu Tode oder lebten unter harten Bedingungen weiter.